# Rio Grinţieşu Mic
O Rio Grinţieşu Mic é um rio da Romênia, afluente do Bistricioara, localizado no distrito de Neamţ.